# Лорето, Карло
Карло Петилья Лорето (родился 6 октября 1971 года) - вице-губернатор Лейте с 2013 года. Юрист и защитник экологических и гуманитарных проблем. Он также является национальным вице-президентом Лиги вице-губернаторов Филиппин (LVGP) по Висайским островам. Бывший национальный президент Лиги членов провинциального совета Филиппин и национальный генеральный секретарь Национального движения молодых законодателей (NYML).

## Ранняя жизнь и академическое образование
Лорето родился 6 октября 1971 года. Его отец, Хосе В. Лорето, был бывшим членом правления провинции Лейте, а его мать, Асунсьон Э. Петилла-Лорето, в настоящее время входит в совет директоров Филиппинской почтовой корпорации.  Его младшая сестра, Джанетт Петилла Лорето-Гарин, работала секретарем Департамента здравоохранения Филиппин  и была представителем 1-го округа Илоило.
Лорето закончил начальное и среднее образование в Педагогическом университете Лейте и Экспериментальной сельской средней школе Государственного университета Висайя. Он был постоянным деканом в университете Ксавьера, где он также получил степень бакалавра философии в 1992 году. В следующем году он получил степень бакалавра права в юридическом колледже Сан-Себастьяна.
В 1997 году он получил ученую степень и был удостоен звания выдающегося юриста-стажера. Четыре года спустя он начал изучать информатику и закончил все академические отделения компьютерного университета AMA в Кесон-Сити. Он получил степень магистра права в Высшей юридической школе колледжа Сан-Беда. Экзамен на государственную службу он сдал в 1993 году, через год после получения диплома о высшем образовании. В 2003 году он сдал экзамен на адвоката.

## Политическая жизнь
В 34 года Лорето был объявлен членом совета директоров Sangguniang Panlalawigan of Leyte в 2004 году.  В 2013 году, после трех сроков пребывания в совете директоров, он баллотировался и занял пост вице-губернатора.
С 2007 по 2011 год, помимо того, что он был старшим членом правления Leyte, Лорето был также национальным генеральным секретарем Национального движения молодых законодателей (NMYL) и региональным и провинциальным председателем в 2004 году для Восточных Висайских островов и Лейте, соответственно.
С 2002 по 2004 год он работал специалистом по связям с законодательными органами в Департаменте транспорта и коммуникаций. Он также был частью проектной группы морского индустриального парка.
В 2008 году Лорето вместе с сенатором Кико Пангилинаном и бывшим комиссаром Национальной комиссии по делам молодежи Пауло Бениньо Акино IV предприняли экскурсии по кампусам вокруг Восточных Висайских островов, чтобы способствовать прозрачности, подотчетности, расширению прав и возможностей людей и эффективному управлению.
В то время как он был председателем Комитета по окружающей среде и природным ресурсам вместе с Sangguniang Panlalawigan, Лорето принял Экологический кодекс провинции Лейте. Будучи председателем комитета по образованию своей провинции, Лорето издал постановление, которое направлено на то, чтобы сделать все школы более экологически чистыми.

## Почести и награды
Лорето был признан одним из самых выдающихся законодателей 2008 года, что было признано Национальной комиссией по делам молодежи (Нью-Йорк) от канцелярии президента Филиппин.